# Homoeotarsus obsolescens
Homoeotarsus obsolescens är en skalbaggsart som beskrevs av Richard Eliot Blackwelder 1943. Homoeotarsus obsolescens ingår i släktet Homoeotarsus och familjen kortvingar. Inga underarter finns listade i Catalogue of Life.